# Мария Фёдоровна (жена Павла I)
Мари́я Фёдоровна (рус. дореф. Марія Ѳеодоровна), урождённая принцесса София Мария Доротея Августа Луиза Вюртембергская (нем. Sophia Dorothea Auguste Luise von Württemberg; 14 октября (25 октября) 1759, Штеттин, Штеттинский замок — 24 октября (5 ноября) 1828, Санкт-Петербург, Зимний дворец) — императрица, вторая супруга российского императора Павла I. Мать  трёх российских официальных императоров: Александра I, Константина I и Николая I, а также внучатая племянница Фридриха Великого.
Стояла у истоков Императорского человеколюбивого общества, Повивального института, училища ордена святой Екатерины,  а также целого ряда других филантропических заведений, вошедших позднее в  Ведомство учреждений императрицы Марии, названного так в её честь.

## Биография
София Доротея родилась 14 (25) октября 1759 года в Штеттинском замке (там же, где родилась и Екатерина II), где её отец (подобно отцу Екатерины) служил комендантом. Происходила из монбельярской ветви Вюртембергского дома; детство провела в «беспритязательном» (по выражению Николая Карловича Шильдера) имении Этюп на территории современной Франции.
Отец — принц Фридрих Евгений Вюртембергский — состоял в прусской службе и лишь под старость сделался владетельным герцогом Вюртембергским. Молодая принцесса рано усвоила те взгляды, которые выражены в «Philosophie des femmes» — стихотворении, занесенном в тетрадь будущей императрицы: «нехорошо, по многим причинам, чтобы женщина приобретала слишком обширные познания. Воспитывать в добрых нравах детей, вести хозяйство, иметь наблюдение за прислугой, блюсти в расходах бережливость — вот в чём должно состоять её учение и философия».
После смерти первой жены цесаревича Павла Натальи Алексеевны в 1776 году прусский король Фридрих II организовал брак Софии Доротеи с наследником русского престола, который приехал познакомиться с ней в Берлин. Для этого пришлось расторгнуть её помолвку с принцем Людвигом Гессенским.
Первая встреча Софии Доротеи с Павлом Петровичем произошла в Берлине 10 (21) июля 1776, о бракосочетании было объявлено 12 (23) июля 1776. Невеста выехала из Рейнсберга в Россию 1 (12) августа 1776 и 31 августа (11 сентября) 1776 прибыла в Царское Село. 14 (25) сентября 1776 принцесса перешла в Православие и получила имя Марии Феодоровны. На следующий день, 15 (26) сентября 1776, состоялось её обручение, при котором она получила титулы Великой княгини и Императорского высочества. 26 сентября (7 октября) 1776 в церкви Зимнего дворца состоялось венчание.

На этот раз, среди немецких принцесс, из которых по традиции поставлялись невесты во все европейские дворы и которые были соответственно вышколены с этой целью, Екатерина сумела выбрать в своём роде совершенство. Едва прошло несколько недель после помолвки, как София Доротея прислала Павлу собственноручное письмо на русском языке: при первом же свидании, зная о его серьёзных вкусах, она завела с ним речь о геометрии, и на следующий день описывала великого князя своей подруге, г-же Оберкирх, в самых лестных выражениях и признавалась, что «любит его до безумия». При этом, выйдя за него замуж, она чуть ли не каждый год дарила ему по ребёнку.
— К. Валишевский
По отношению к свекрови молодая великая княгиня вела себя подчёркнуто почтительно и ни в чём не осмеливалась ей перечить, чем снискала благоволение государыни. В 1782 году супруги совершили инкогнито путешествие по странам Европы, представляясь как граф и графиня Северные (дю Нор). После посещения Версаля, Спа и Аахена они заехали к родителям Марии Фёдоровны в Монбельяр. Здесь, среди дружески расположенной к нему семьи, при полном отсутствии придворного этикета, цесаревич отдохнул и позабыл о политике, наслаждаясь, как он выразился, «спокойствием духа и тела». Графу Николаю Петровичу Румянцеву великий князь писал: «Мы уже восемь дней живем в семейном своем кругу. Это совсем новое для меня чувство, тем более сладкое, что оно имеет своим источником сердце, а не ум». Отношения супругов в это время были самые идиллические.
В молодости Мария Фёдоровна описывалась как «близорукая, статная, свежая блондинка, очень высокая, но склонная к преждевременной полноте». С утра до вечера носила она пышное церемониальное платье. «То, что утомляет других женщин, ей нипочем. Даже во время беременности она не снимает с себя парадного платья, и между обедом и балом, когда другие женщины надевают капот, она, неизменно затянутая в корсет, занимается перепиской, вышиванием и иногда работает даже с медальером Лампрехтом» (Фёдор Гаврилович Головкин).
До восшествия на престол Павла I великая княгиня не играла роли ни в политике, ни в русской жизни вообще, что объясняется разладом между Екатериной II и её сыном. Она была устранена даже от воспитания своих детей (великих князей Александра и Константина), которых немедленно по их рождении Екатерина II взяла к себе и руководила их воспитанием. Воспитание младших детей было перепоручено Шарлотте Карловне Ливен.
Свои будни Мария Фёдоровна посвящала обустройству любимой резиденции в Павловске, где организовала первый в России литературный салон, и изобразительным искусствам. Ей принадлежат «рисунки на молочном стекле свинцовым или цветными карандашами с применением в некоторых случаях акварели, гуаши и масла» (подробнее см. ниже).

### Царствование Павла
Мария Фёдоровна, первая из русских государынь, была коронована вместе со своим августейшим супругом Павлом I 5 (16) апреля 1797 года в Успенском соборе Московского Кремля. «Восприняв корону, император держал ее несколько минут над императрицею Мариею Федоровною, и потом Их Величества помазаны священнейшим миром».
Вслед за восшествием на престол Павла I 6 (17) ноября 1796 года Мария Фёдоровна уже 12 ноября была поставлена «начальствовать над воспитательным обществом благородных девиц». Императрица проявила большую энергию и привлекла в пользу общества много пожертвований. В 1797 году она вошла с особым мнением относительно преобразования общества, высказываясь против раннего поступления девиц (5 лет) в общество для воспитания, стараясь строго отделить благородных от мещанок и проектируя уменьшение числа последних. Павел I утвердил 11 января 1797 года «мнение» императрицы, не допустив, впрочем, уменьшения приёма мещанских детей. Составленные императрицей правила для приёма детей в «общество» «служат, говорит Е. Лихачёва, ясным подтверждением того, что цель Екатерины II при основании общества — смягчение нравов путём воспитания и образования русского юношества — была оставлена тотчас после её смерти, а государственная, общественная идея, руководившая Екатериной II, была заменена целями сословными и благотворительными».
Мария Фёдоровна долгое время попустительствовала отношениям своего мужа с Екатериной Ивановной Нелидовой, которые считались платоническими. Как пишет Казимир Феликсович Валишевский, после рождения последнего сына «целомудренные наслаждения брачного ложа были внезапно отняты у супруга, которого они так долго пленяли: в январе 1798 года, после рождения великого князя Михаила Павловича акушер императрицы Иосиф Моренгейм заявил, что новые роды были бы опасны для жизни государыни». Вскоре после этого цирюльник императора Иван Павлович Кутайсов свёл его с Анной Петровной Лопухиной. Отношения Павла с супругой испортились до такой степени, что в последние месяцы его правления она пребывала в положении, напоминающем опалу.
Мария Фёдоровна 2 мая 1797 года была назначена главной начальницей над воспитательными домами. Главную причину неудовлетворительного положения воспитательных домов императрица увидела в том, что количество приносимых младенцев было никак не ограничено (следствием была чудовищная смертность среди поступивших детей), а потому 24 ноября 1797 года было велено ограничить число лиц обоего пола, воспитывающихся в доме, пятьюстами в каждой из столиц, остальных приносимых в дом младенцев отдавать в казённые государевы деревни благонадёжным и доброго поведения крестьянам на воспитание, с целью приучить питомцев правилам сельского домоводства; мальчиков оставлять у крестьян до 18-летнего возраста, девочек до 15 лет. В воспитательном доме должны были воспитываться лишь совершенно слабые дети, требовавшие непрестанного ухода.

### Вдовствующая императрица
После гибели супруга Мария Фёдоровна добилась от сына если не расправы над основными заговорщиками, то по крайней мере их удаления из столицы. В Павловске она давала полную волю своей скорби:

Здесь, подобно печальной тени, удручённая горем, Мария Феодоровна, одетая в глубокий траур, бродила по ночам среди мраморных памятников и плакучих ив, проливая слезы в течение долгих, бессонных ночей. Нервы её были до того напряжены, что малейший шум пугал её и обращал в бегство. Самая кровать, на которой Павел испустил последнее дыхание, с одеялами и подушками, окрашенными его кровью, была привезена в Павловск и помещена за ширмами, рядом с опочивальнею государыни.
— Н. Саблуков
Почувствовав себя главой семьи, Мария Фёдоровна требовала послушания от венценосных сыновей, сначала Александра, потом Николая. Во время Наполеоновских войн она рьяно отстаивала интересы своих родственников — владетельных князей Священной Римской империи, а после вторжения Наполеона в Россию настаивала на скорейшем заключении мира.
Тем не менее реальное участие императрицы в государственной жизни было ограничено главным образом заботами о женском образовании. Благодаря её покровительству и отчасти содействию в царствование Александра I основано несколько женских учебных заведений как в Петербурге, так и в Москве, Харькове, Симбирске и других городах.
Посетив Московский воспитательный дом в 1826 году и застав его перенаселённым, Мария Фёдоровна распорядилась оставить в составе воспитательного дома только классические курсы, а ремесленные классы для низших сословий — вывести в отдельное Московское ремесленное учебное заведение. Это учреждение, базировавшееся в Слободском дворце, стало ядром будущего МВТУ.

Вдовствующая Императрица, по положению, должна была получать 200 000 рублей карманных денег, но Государь просил ее принять миллион; из этого миллиона она тратила на свои прихоти и туалет только 17 000. Все прочее раздавалось бедным, а прежде всего она составляла капитал на свои заведения… Она беспрестанно занималась делами своих заведений; ничто не могло отвлечь ее от этих занятий — ни путешествия, во время которых она читала и писала в карете, ни сердечные горести… Детей, воспитанных в ее заведениях, она никогда не покидала впоследствии, а во всю жизнь им помогала, входила во все подробности, до них касавшиеся, и была истинною матерью для всех. Никто из служивших ей не умирал во дворце иначе, как в ее присутствии. Она всех утешала до конца и всегда закрывала глаза умиравшим. (Из записок М. С. Мухановой, фрейлины высочайшего двора)
Овдовев, Мария Фёдоровна продолжала жить в летнее время (май—сентябрь) в своём любимом детище — Павловском дворце, который был ей подарен супругом после восшествия на престол, либо в Елагином дворце, специально приобретённым императором Александром I для её нужд в начале XIX века и перестроенным в 1818—1822 гг. архитектором Карлом Ивановичем Росси. В остальное время вдовствующая императрица проживала в Гатчинском дворце, унаследованным согласно Духовному завещанию супруга от 15 сентября 1778 г. и полученным в собственность по указу Александра I от 1 августа 1801 г., в котором в 1809—1811 гг. под руководством архитектора Андрея Никифоровича Воронихина велись работы по приспособлению дворца «на случай зимнего проживания», либо в Зимнем дворце в своих покоях вдоль фасада здания на втором этаже окнами на Дворцовую площадь, которые Марии Фёдоровне отвёл Павел I в 1797 г. и которые она занимала вплоть до своей кончины в октябре 1828 г.

### Творчество
Великая княгиня Мария Фёдоровна одной из первых женщин своего времени овладела токарным делом. Она вытачивала на токарном станке изделия из янтаря и слоновой кости: настольные украшения, чернильницы. В частности, в собрании ГИМ хранится портретная камея работы Марии Фёдоровны, изображающая августейшую свекровь в образе Минервы, со шлемом, украшенным лавровым венком и сфинксом. Материалом для камей служили многослойные яшма и агат.
Мария Фёдоровна увлекалась также рисунком и живописью, в первую очередь освоив технику пастели. В Русском музее хранится натюрморт в стиле «малых голландцев», исполненный великой княгиней в 1787 году. В Общем кабинете Павловского дворца можно видеть другие образцы её произведений — «гравированные по молочному стеклу портреты детей, пейзажи и натюрморты, живопись масляными красками, акварелью и пастелью».
Была избрана почётным и действительным членом Прусской Королевской Академии искусств (Берлин, 13 (25) декабря 1818 года, или, как сообщала газета Санкт-Петербургские ведомости, 14 (26) декабря 1818 года).

### Смерть и погребение
Мария Фёдоровна скончалась в 2 часа утра 24 октября (5 ноября) 1828 года в «кабинете, называемым жёлтым» («Жёлтый зал» или «Жёлтая гостиная», ныне зал № 283) собственных апартаментов (реконструкция 1827—1828 гг.) в Зимнем дворце от «удара паралича», скорее всего инсульта, вследствие болезни, начавшейся 12 октября того же года.
В тот же день император Николай I издаёт манифест, объявляющий всем верноподданным о кончине Марии Фёдоровны и начинающийся словами: «Всевышнему было угодно поразить нас новым страшным ударом. Мы лишились любезнейшей родительницы нашей, государыни Марии Фёдоровны. Болезнь, слабая в начале и внезапно усиливающаяся, двадцать четвертого сего месяца в два часа по полуночи положила конец её драгоценной жизни, коей все минуты были посвящаемы исполнению обязанностей высокой добродетели».
| Уменьшить обратно                                                                                     |
| Копия страницы камер-фурьерского журнала, свидетельствующая о месте и времени смерти Марии Фёдоровны. |

Об обстоятельствах, сопровождавших кончину государыни императрицы Марии Фёдоровны, газета «Московскія Вѣдомости» сообщала следующее:

Ещё в полдень 23 го числа не было примечено никакой явной опасности в положении Её Императорского Величества, и надежда на скорейшее Её выздоровление казалась несомненной. С сего времени болезнь начала усиливаться, но до пяти часов по полудни самые врачи не находили причин к опасениям. В шестом часу особы, приходившие во дворец для получения известий о состоянии здоровья Её Величества, заметили возрастающее на всех лицах смятение, и когда в 6 часов Министр Двора Его Императорского Величества послал за Духовником Государыни, недоумение сие превратилось в безмолвный ужас и отчаяние. Узнали, что болезнь вдруг приняла опасный поворот, и что к спасению драгоценных дней Её Величества не было уже надежды. Государыня сама изъявила желание приобщиться Святых Таин, лишь только Государь Император почёл за благо упомянуть о том одним словом. В 7-м часу сподобилась она, с благоговением, спокойствием и твёрдостью, вкусить Святых Даров Христовых, и собрав последние свои силы, могла при том приподняться и сесть в постели. Всё сие время Государь не оставлял своей Родительницы. Императрица Александра Ѳеодоровна также изволила при Ней находиться безотлучно. Приготовясь к отшествию в вечность, Государыня обратила ещё земные очи на то, что Ей всего дороже было в здешнем мире, и трепещущей рукою дала последнее родительское благословление Августейшим Своим Детям, завещая оное поимённо и тем, которые в сию священную минуту были разлучены с нею: Цесаревичу Константину Павловичу, Великому Князю Михаилу Павловичу, Великим Княгиням Марии Павловне, Анне Павловне и Елене Павловне. По воле Её Величества призвали к Ней наследника престола. Он сам спросил у Неё, не угодно ли Ей видеть и сестриц, и получив на то согласие, побежал за ними, и привел Великих Княжон к одру Умирающей. Государыня благословила всех любезных сердцу Ее внучат и, уже с трудом, при пособии Государя, возложила ослабевающую руку на поднесённого к Ней, пробуждённого от сна, младенца Константина. Вскоре после сего Государыня погрузилась в кроткую дремоту и только за час до кончины на одно мгновение обратила глаза на Государя, но не произнося уже ни слова. Она кончалась смертью праведных, без всякой борьбы и страдания.

Императрица

МАРIЯ ѲЕОДОРОВНА

Супруга ИМПЕРАТОРА Всероссiiскаго

ПАВЛА I

Уроженная Принцесса Виртембергская

родилась

1759 года Октября 14 дня

скончалась

1828 года Октября 24 дня

погребена

Ноября 13 дня

Медицинское заключение о болезни и причине смерти
Ея Императорское Величество Блаженныя и вѣчныя славы достойныя памяти Государыня Императрица МАРIЯ ѲЕОДОРОВНА, 12 Октября въ половинѣ пятаго часа утра начала чувствовать лихорадочные припадки, колику и тошноту. 13, 14, 15 и 16 Октября, лихорадочные припадки продолжились, были иногда сильнѣе, иногда слабѣе, потомъ однакоже употребленiе надлежащихъ цѣлительныхъ средствъ и натуральный переломъ болѣзни (crisе) прекратили ихъ: болѣзнь уменьшилась; возвратились сонъ и аппетитъ, такъ что Ея Величество могла иногда вставать съ постели и вообще до 21 Октября была въ таком состоянiи, что можно было почитать Ее выздоравливающею. По сей причинѣ Ея Величеству было не угодно, чтобы о Ея болѣзни сообщалось по обыкновенной формѣ извѣстiя публикѣ. Но 22-е Октября Докторъ вдругъ замѣтилъ въ Ея Величествѣ при сильномъ раздраженiи нѣкоторое затрудненiе въ выговорѣ, притупленiе памяти, слуха и вообще онѣмѣлость въ органахъ чувствъ, что и побудило его немедленно пригласить для совѣщанiя Гг. Лейбъ-Медика Крейтона и служащаго при заведенiяхъ Ея Величества Консультанта Доктора Блюма. Они по общему заключенiю, опасаясь прилива крови къ головѣ и начала паралича, рѣшились на кровопусканiе изъ руки; но сiе и всѣ другiя при томъ употребленныя, отводящiя средства, произвели только временное облегченiе и не могли отклонить паралича, коего ударъ пресѣкъ драгоцѣнные дни Ея Величества 24 сего Октября въ два часа утра.
Лейбъ-Медикъ Иванъ Рюль. Лейбъ-Медикъ В. Крейтонъ. Докторъ Блюмъ.

Тело усопшей императрицы было обмыто, одето в спальное платье и положено на кровать в том же жёлтом кабинете. 25 октября в 6-м часу утра тело покойной императрицы было перенесено в комнаты, занимаемые прежде княгиней Шарлоттой Ливен (ныне залы № 305 и № 306), где оставалось до 27 октября для бальзамирования. 27 октября в 7 часов вечера тело государыни императрицы было перенесено назад в жёлтый кабинет и положено на приготовленную парадную кровать.

Ещё в день кончины императрицы Марии Фёдоровны «для учинения нужных распоряжений к погребению тела в Соборной Петропавловской церкви» была учреждена Печальная комиссия. Согласно высочайше утверждённому «Церемониалу перенесения тела в Бозе почившей Государыни Императрицы Марии Федоровны из Почивальной в Тронную комнату, а из оной в Траурную залу» 28 октября в 6 часов 15 минут по полудни в присутствии Их Императорских Величеств тело покойной, облачённое в русское платье, вместе с парадной кроватью было поднято и перенесено из жёлтого кабинета в Тронную комнату, устроенную на так называемой «Прусской половине» дворца в белой комнате с колоннами, бывшей Большой столовой короля прусского Фридриха-Вильгельма III (ныне зал № 281).
4 ноября в 7 часов вечера, при свечах, в присутствии Их Императорских Величеств, тело покойной императрицы было поднято из кровати, положено в парадный горб и перенесено из Тронной комнаты в Траурный зал, устроенный в Кавалергардском зале (ныне зал № 282 «Александровский зал»). Парадный императорский гроб по проекту Огюста Монферрана был изготовлен из дуба, имел шесть золотых резных лап, пятнадцать больших и столько же малых золочёных гербов, пятнадцать золочёных металлических скоб, две атласные подушки.
Проститься с Марией Фёдоровной могли «всякого чина люди обоего пола» ежедневно с 11 до 19 часов с 29 октября по 4 ноября в Тронной комнате и с 5 по 12 ноября в Траурном зале. За это время с покойной государыней императрицей попрощались 12875 человек .
Вынос тела из Зимнего дворца и погребение в Петропавловском соборе состоялись 13 (25) ноября 1828 года.

Печальное шествие двинулось из Зимнего дворца в час дня, в половине третьего прибыло в собор. В 3 часа 20 минут было совершено погребение. Мария Фёдоровна погребена у алтаря, с левой стороны, между могилами мужа Павла I и сына Александра I. Из десяти детей Марии Фёдоровны на похоронах присутствовали только трое: Константин, Николай и Михаил. Анна и Мария не приехали, Александр, Александра, Екатерина, Елена и Ольга умерли раньше матери.
Катафалк, балдахин и внутренние траурные украшения Петропавловского собора были выполнены архитектором Огюстом Монферраном с «великолепием, вкусом и приличием, соответствующими этой печальной церемонии».
В том же году император Николай I распорядился образовать для управления благотворительными и сиротскими заведениями IV отделение собственной Е. И. В. канцелярии («Ведомство императрицы Марии»).

## Семья
Муж — великий князь Павел Петрович (с 1796 года — император Павел I). В браке с 26 сентября (7 октября) 1776 по 12 (24) марта 1801 года. Стала матерью 10 детей, из которых в раннем детстве умерла только Ольга:
1. Александр (12 (23) декабря 1777 — 19 ноября (1 декабря) 1825), цесаревич, будущий император Александр I
2. Константин (27 апреля (8 мая) 1779 — 15 (27) июня 1831)
3. Александра (29 июля (9 августа) 1783 — 4 (16) марта 1801)
4. Елена (13 (24) декабря 1784 — 12 (24) сентября 1803)
5. Мария (4 (15) февраля 1786 — 11 (23) июня 1859)
6. Екатерина (10 (21) мая 1788 — 9 (21) января 1819)
7. Ольга (11 (22) июля 1792 — 15 (26) января 1795)
8. Анна (7 (18) января 1795 — 1 (13) марта 1865)
9. Николай (25 июня (6 июля) 1796 — 18 февраля (2 марта) 1855), будущий император Николай I
10. Михаил (28 января (8 февраля) 1798 — 28 августа (9 сентября) 1849)

Александр, Елена, Мария, Анна и Михаил родились в Зимнем дворце, Санкт-Петербург, Константин, Александра, Екатерина, Ольга и Николай — в Екатерининском дворце, Царское Село.

## Награды[53]
- Орден Святого апостола Андрея Первозванного
- Орден Святой Екатерины 1 степени. Получила его в день сговора с великим князем Павлом Петровичем (12 июля 1776). Позднее стала орденс-мейстером ордена[54].
- Орден Святого Александра Невского
- Орден Святой Анны
- Орден Луизы
- Орден Святого Иоанна Иерусалимского
- Орден Королевы Марии Луизы.

## Память
В память Марии Фёдоровны установлен Мариинский знак беспорочной службы. В её честь названы Мариинская водная система, Мариинская больница в Петербурге, крепость Мариенталь, гатчинский район Мариенбург и станица Марьянская на Кубани.Нынешний город Мариуполь был основан в 1778 году русским губернатором В.А Чертковым под названием Павловск. Через год, после исхода сюда под русскую защиту 20 000 православных греков из Оттоманского Крыма, город был переименован в греческом стиле в честь жены великого князя Павла. 
В честь императрицы Марии Фёдоровны назван мыс Марии на острове Сахалин (нанесён на карту в 1805 году И. Ф. Крузенштерном на шлюпе «Надежда», тогда же присвоено название).
В 1913 году в Павловске в память об императрице был возведён павильон по старому проекту архитектора К. И. Росси (1816). Внутри установлена статуя Марии Фёдоровны. Павильон построен архитектором К. К. Шмидтом с применением современных железобетонных конструкций. Статуя отлита по проекту скульптора В. А. Беклемишева. Памятник ныне известен как «павильон Росси».

## В популярной культуре
- «Бедный, бедный Павел» — Оксана Мысина
- «Адъютанты любви» — Ольга Прокофьева
- «Северный сфинкс» — Нелли Пшённая
- «Екатерина. Взлёт» — Татьяна Лялина
- «Екатерина. Фавориты» — Надежда Лумпова
- «Павел. Первый и последний» — Ольга Бодрова
- Александр 1 - Анна Банщикова

### Дневники и переписка
Сохранилась обильная и разнообразная переписка Марии Феодоровны с разными лицами. Значительная её часть опубликована:
- Письма великой княгини Марии Феодоровны к Карлу Кюхельбеккеру. 1788—1789 // Русская старина, 1870. — Т. 1. — Изд. 3-е. — Спб., 1875. — С. 429—446.
- Письма государыни императрицы Марии Феодоровны к князю Сергею Ивановичу Гагарину. 1826 год / Сообщ. М. С. Бутурлиной // Русский архив, 1868. — Изд. 2-е. — М., 1869. — Стб. 1-24.
- Письма императрицы Марии Феодоровны к Н. И. Баранову // Русский архив, 1870. — Изд. 2-е. — М., 1871. — Стб. 1441—1521.
- Письма к великому князю Павлу Петровичу, 5 и 8 сентября 1796 г. // Русская старина 1874. — Т. 9. — № 3. — С. 474—476; 484—485.
- Письмо великому князю Павлу Петровичу 28 августа 1796 г. // Русская старина, 1874. — Т. 9. — № 2. — С. 295—296.
- Письмо императрицы Марии Феодоровны к Сергею Ивановичу Плещееву. (С современного списка). От 26 марта 1801 г. // Русский архив, 1869. — Вып. 11. — Стб. 1951—1953.
- Письмо к Екатерине II 29 августа 1796 г. // Русская старина, 1874. — Т. 9. — № 2. — С. 296—298.
- Разговор великой княгини Марии Феодоровны с королем шведским // Русская старина, 1874. — Т. 9. — № 2. — С. 288—289.
- Собственноручные письма императрицы Марии Феодоровны к двум младшим её сыновьям / Публ., коммент. М. А. Корфа // Русский архив, 1868. — Изд. 2-е. — М., 1869. — Стб. 337—373.

Дневники императрицы Марии Фёдоровны хранятся в Собрании рукописей Зимнего дворца (ныне ГАРФ, фонд 728, oп. 1).